# Maccabi Jeruzalem

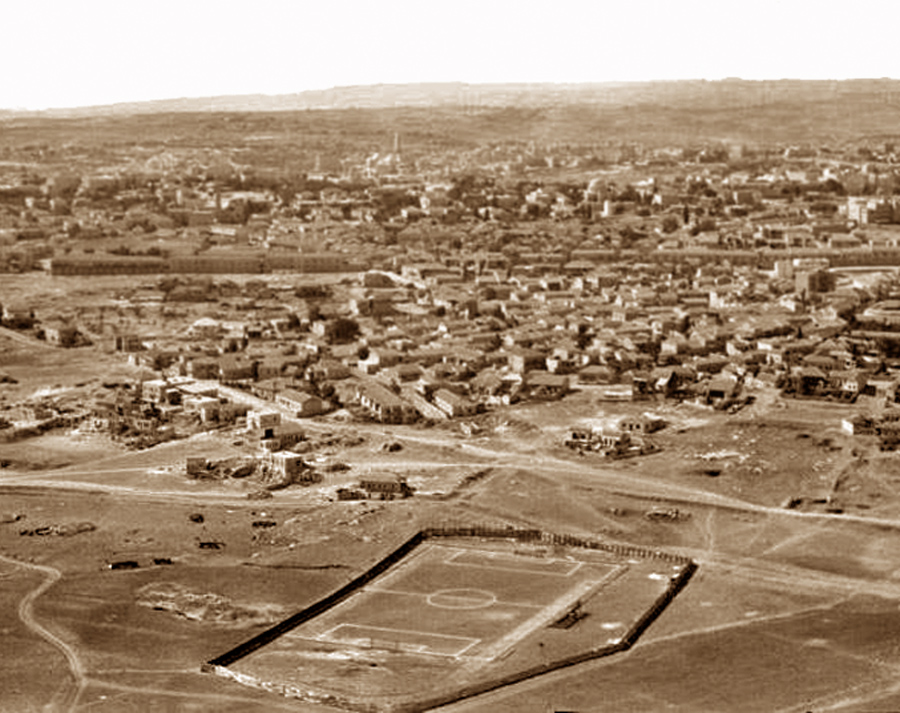
Voetbalveld van Maccabi Hashmonai Jeruzalem, 1931

Maccabi Jeruzalem (Hebreeuws: מועדון כדורגל מכבי ירושלים) was een Israëlische voetbalclub uit Jeruzalem ten tijde van het Brits mandaatgebied Palestina en later Israël.
De club werd in 1911 opgericht en was in de periode 1924/25 ontbonden. Hierna gingen de teams HaGibor en HaZvi samen verder als Maccabi Hashmonai Jeruzalem. In 1928 en 1929 stond de club in de finale om de beker van Brits-Palestina. In 1928 werd met 2-0 van Hapoel Tel Aviv FC verloren maar de titel werd gedeeld omdat Hapoel een niet speelgerechtigde speler opgesteld had. In 1929 verloor Hasmonai met 4-0 van Maccabi Tel Aviv FC. In 1937 werd de naam gewijzigd in Maccabi Bar Kokhva Jerusalem en in 1940 werd het kampioenschap van Jeruzalem gewonnen.
In de staat Israël ging de club als Maccabi Jerusalem spelen maar zakte snel af. In 1962 werd de club geschorst en ging in 1963 failliet. In 1970 werd een doorstart gemaakt, maar de club bleef op laag niveau spelen. Halverwege de jaren 90 werd gefuseerd met Maccabi Ma'ale Adumim en de club ging als Maccabi Jerusalem/Ma'ale Adumim spelen. Na afloop van het seizoen 2004/05 werd de club ontbonden.